# Grainville-sur-Ry
Grainville-sur-Ry är en kommun i departementet Seine-Maritime i regionen Normandie i norra Frankrike. Kommunen ligger i kantonen Darnétal som tillhör arrondissementet Rouen. År 2022 hade Grainville-sur-Ry 437 invånare.

## Befolkningsutveckling
Antalet invånare i kommunen Grainville-sur-Ry
| Referens: INSEE |